# Florian Stahel
Florian Stahel (sinh ngày 10 tháng 3 năm 1985) là một cầu thủ bóng đá từ Thụy Sĩ hiện tại thi đấu ở vị trí Hậu vệ cho FC Zürich U21.

## Sự nghiệp
Anh là một phần của đội hình vô địch giải Thụy Sĩ mùa giải 2005–06, 2006–07 và 2008–09 cùng với FC Zurich.
Vào tháng 7 năm 2016, anh ký bản hợp đồng 2 năm cùng với FC Wohlen.